# Análisis de agroecosistemas
El análisis de agroecosistemas es un análisis exhaustivo de un entorno agrícola que considera aspectos de la ecología, la sociología, la economía y la política con igual peso. Hay muchos aspectos a considerar; sin embargo, es literalmente imposible dar cuenta de todos ellos. Este es uno de los problemas cuando se intenta realizar un análisis de un entorno agrícola. 
En el pasado, se podía usar un enfoque de análisis de agroecosistemas para determinar la sostenibilidad de un sistema agrícola. Sin embargo, se ha hecho evidente que la "sostenibilidad" del sistema depende en gran medida de la definición de sostenibilidad elegida por el observador. Por lo tanto, el análisis de agroecosistemas se utiliza para llevar la riqueza de la verdadera complejidad de los sistemas agrícolas a un análisis para identificar las reconfiguraciones del sistema (u holón ) que mejor se adapten a las situaciones individuales. 
El análisis de agroecosistemas es una herramienta del tema multidisciplinario conocido como agroecología. La agroecología y el análisis de agroecosistemas no son lo mismo que la agricultura sostenible, aunque el uso de análisis de agroecosistemas puede ayudar a un sistema agrícola a garantizar su viabilidad. El análisis de los agroecosistemas no es una práctica nueva, los agricultores lo han estado haciendo desde que las sociedades cambiaron de la caza y la recolección (cazadores-recolectores) a establecerse en un área. Cada vez que una persona involucrada en la agricultura evalúa su situación para identificar métodos para hacer que el sistema funcione de una manera que se adapte mejor a sus intereses, está realizando un análisis de agroecosistemas. 

## Diferencias entre análisis de agroecosistemas y la agricultura sostenible
Es difícil discutir estas diferencias sin la ayuda de un ejemplo. Considere el caso de un agricultor de manzanas convencional (agricultura convencional). Este agricultor puede optar por cambiar su granja para cumplir con los estándares de la agricultura orgánica aprobada por el USDA porque se sintió motivado por las normas sociales o morales o el potencial de mayores ganancias o una serie de otras razones. Este agricultor evaluó su situación y la reconfiguró para tratar de mejorarla. Algunos podrían mirar esta situación y concluir que el agricultor de manzanas eligió la producción orgánica de manzanas porque es más sostenible para el medio ambiente. Pero, ¿qué pasa si unos años más tarde el agricultor descubre que está luchando para obtener ganancias y decide regresar a la agricultura convencional? El agricultor realizó otro análisis de agroecosistema y llegó a una reconfiguración que algunos podrían considerar insostenible. Este ejemplo ilustra cómo no se requiere el análisis de agroecosistemas para liderar una forma de agricultura más sostenible para el medio ambiente. El análisis de los agroecosistemas podría producir una reconfiguración que sea más sostenible desde el punto de vista económico o socialmente sostenible o políticamente sostenible para un agricultor (u otro actor). Sin embargo, por definición, el análisis del agroecosistema no es necesario para producir una configuración ambientalmente sostenible para un sistema agrícola. 

## Enfoque de análisis
William L. Bland, de la Universidad de Wisconsin – Madison, desarrolló la idea de una granja como un holón (filosofía) Este término, holón, fue originalmente introducido por Arthur Koestler en 1966, en el que se refirió al holón como una entidad en que es una parte en sí misma, un holón, mientras que contribuye a una entidad más grande, que también es un holón. Bland desarrolla esto para un entorno agrícola o granja como: "El holón de la granja es tanto el todo en el que existen holones más pequeños como una parte de entidades más grandes, en sí mismos holones". Esta idea fue ampliada por Bland y Michael M. Bell University of Wisconsin – Madison en su artículo de 2007 "Un enfoque holón a la agroecología"  porque es difícil explicar los límites y el cambio cuando se utiliza un enfoque de pensamiento sistémico. Una diferencia importante entre el holón de Koestler y la idea del holón desarrollada para el análisis del agroecosistema es que este último solo puede definirse como un holón si tiene intencionalidad. 
La granja en sí es un holón y dentro de la granja, existen otros holones. Por ejemplo, un animal de granja, la familia de la granja y un trabajador agrícola pueden considerarse holones dentro de la granja. Además, la granja se considera un holón que está en parte conectado a otros holones, como el condado en el que reside la granja, el banco del cual el agricultor pidió dinero prestado o el distribuidor de granos donde el agricultor puede vender bienes. Cosas como el tractor o el granero no son holones porque carecen de intencionalidad.
Al realizar un análisis de agroecosistemas, el analista debe acercarse a la granja como la granja misma y la "ecología de los contextos" en la que funcionan la granja y el agricultor. Un "contexto" es cualquier cosa que pueda influir en el funcionamiento de la granja y hacer que cambie. Según Bland y Bell, los ejemplos de contextos incluyen "familia, negocio agrícola, enfermedades genéticas del corazón y creencias espirituales". Estos ejemplos ilustran la amplitud de contextos que podrían influir en por qué los agricultores hacen lo que hacen. Bland concluyó su modelo de granja como un holón afirmando: "Una granja no es sostenible (se desintegra) cuando no puede encontrar una configuración general que sea viable simultáneamente en todos los contextos". 

## Preguntas a considerar
No hay una forma correcta o incorrecta de evaluar un agroecosistema. Es importante identificar a todos los actores en un holón antes de comenzar el análisis. Cuando un analista acepta la tarea de analizar el agroecosistema, en primer lugar, debe abordarse para incorporar todos los elementos involucrados y debe derivar preguntas que deben responderse. Preguntas como: 
- ¿Qué factores definitorios (holones y contextos) determinan la configuración actual del agroecosistema?
- ¿Cómo se cuantifica la sostenibilidad de la granja holón (económica, social, política, ecológica y/u otra)?
- ¿Cómo percibe el agricultor o la familia de agricultores un agroecosistema?
- ¿Qué está haciendo el agricultor ahora y cómo afectan esas prácticas o acciones a la viabilidad del agroecosistema?
- ¿Puede el agricultor mantener su sustento continuando con las prácticas actuales?
- ¿Qué valora el agricultor y de dónde provienen esos valores?
- ¿El agricultor considerará configuraciones de granja alternativas?

Estos son los tipos de preguntas que un analista podría considerar. No hay preguntas predeterminadas para hacer, y generalmente se derivan más preguntas que respuestas. Sin embargo, la tarea más importante que pueden hacer los analistas es comenzar el análisis con una mente abierta y sin presunciones sobre lo que es y no es sostenible para la granja holón. 

## Tipos de análisis
J. Visser de Dordt College utiliza un diagrama, "Rueda de creación de riqueza" para enfatizar y explicar los parámetros del desarrollo de un análisis exhaustivo. Su diagrama está más enfatizado en economía; sin embargo, es una herramienta útil de referencia al comenzar a analizar un agroecoistema. Su interés es crear una rueda que funcione y que ruede cuando todos los parámetros se cumplan por igual. Si un parámetro no funciona en contexto con los otros parámetros, la rueda estará desequilibrada e ineficaz, por lo tanto insostenible. Cuando se hace referencia a un agroecosistema, si un parámetro está desequilibrado, esto podría conducir a una temporada de cultivo improductiva y a la pérdida de ingresos y / o medios de vida. 

## Otras lecturas
- Ahl, V. y Allen, TFH (1996) Hierarchy Theory: A Vision, Vocabulary, and Epistemology. Columbia University Press, Nueva York.
- Allen, TFH y Starr, TB (1982) Jerarquía: Perspectivas para la complejidad ecológica. University of Chicago Press, Chicago.
- Allen, TFH Tainter, JA Pires, JC & Hoekstra, TW (2001) Dragnet Ecology-- "Just the Facts Señora": El privilegio de la ciencia en un mundo posmoderno. BioScience 51, 475-485.
- Aristóteles (1987) Un nuevo lector de Aristóteles. Editado por JL Ackrill. Universidad de Princeton, Princeton, NJ.
- Bakhtin, M. (1981) La imaginación dialógica: cuatro ensayos. Universidad de Texas, Austin, TX.
- Bland, B. 2005. Un marco para la investigación de sistemas agrícolas.
- Checkland, P. y Scholes, J. (1999) Metodología de sistemas blandos en acción, incluida la metodología de sistemas blandos: una retrospectiva de 30 años. Wiley, Nueva York.
- Conway, G. 1990. Conceptos. Ch 2. En análisis de agroecosistemas para investigación y conceptos. Winrock Int. Inst. para la agricultura Morrilton, AK.
- Cronon, W. (1992) Un lugar para historias: naturaleza, historia y narrativa. Journal of American History 78, 1347-1376.
- Francis, C. 2005. Polígonos de telaraña (diagramas de araña) para la visualización de la sostenibilidad.
- Gell-Mann, M. (1994) El Quark y el Jaguar. WH Freeman, Nueva York, NY.
- Gell-Mann, M. (1995) Sistemas adaptativos complejos. En: H. Morowitz y J. Singer (eds. ) La mente, el cerebro y los sistemas adaptativos complejos, pp.   11-23. Addison-Wesley, Nueva York, NY.
- Gliessman, S. 2004. Capítulo 2, Agroecología y agroecosistemas. En D. Rickerl y C. Francis, (ed. ) Análisis de agroecosistemas. Sociedad Americana de Agronomía, Madison, WI.
- Gliessman, SR (2004) Agroecología y Agroecosistemas. En: D. Rickerl y C. Francis (eds. ) Análisis de agroecosistemas, pp.   19-29. Sociedad Americana de Agronomía, Madison, WI.
- Kirschenmann, F. Capítulo 11, Moralidad ecológica: una nueva ética para la agricultura. En D. Rickerl y C. Francis, (ed. ) Análisis de agroecosistemas. Sociedad Americana de Agronomía, Madison, WI.
- Peart, RM & Shoup, WD (2004) Gestión de sistemas agrícolas: optimización de la eficiencia y el rendimiento. Marcel Dekker, Nueva York.
- Rosen, R. (1991) La vida misma: una investigación exhaustiva sobre la naturaleza, el origen y el fundamento de la vida. Columbia University Press, Nueva York.
- Rosen, R. (2000) Ensayos sobre la vida misma. Columbia University Press, Nueva York.
- Spedding, CRW (1988) Introducción a los sistemas agrícolas. Elsevier Applied Science, Nueva York.
- Vadrevu, KP, Cardina, J., Hitzhusen, F., Bayoh, I., Moore, R., Parker, J., Stinner, B., Stinner, D. y Hoy, C. (2008) Estudio de caso de Un marco integrado para cuantificar la salud del agroecosistema. Ecosistemas 11, 2, 283-306.
- Vayda, AP (1986) Holismo e individualismo en antropología ecológica. Reviews in Anthropology 13, 295-313.
- Vissar, J. 2000. Rueda de creación de riqueza.
- Wojtkowski, PA 2008. Economía agroecológica: sostenibilidad y biodiversidad. Elsevier Publishing, Nueva York.